# لینتیگ
لینتیگ (به آلمانی: Lintig) یک منطقهٔ مسکونی در آلمان است که در گشتلاند واقع شده‌است. لینتیگ ۱٬۲۲۶ نفر جمعیت دارد.